# Léonie Adams
Léonie Adams (ur. 1899, zm. 1988) – amerykańska poetka.
Była bardzo surowo wychowana. Ukończyła Barnard College. Dzieliła wtedy pokój z późniejszą antropolożką Margaret Mead. W 1933 poślubiła Williama Troya. Wydała między innymi tomiki Those Not Elect (1925), High Falcon and Other Poems (1929), This Measure (1933) i Poems: A Selection (1954). Za ostatni otrzymała w 1955 Bollingen Prize. Tłumaczyła też wiersze François Villona. Jej przekłady znalazły się w tomie François Villon, Lyrics (1933). W 1948 została mianowana Poet Laureate Consultant in Poetry przy Library of Congress.
Zmarła w wieku 88 lat.